# Ивановка (Теньгушевский район)
 Ивановка  — деревня в составе Барашевского сельского поселения Теньгушевского района Республики Мордовия.

## География
Находится на расстоянии примерно 14 километров по прямой на юго-восток от районного центра села Теньгушево.

## История
Основана после 1861 года. В 1931 году была учтена как деревня Тархан-Потьминского сельсовета из 61 двора.

## Население
Постоянное население составляло 72 человека (русские 99%) в 2002 году, 24 в 2010 году .